# Return of the Living Dead Part II
Return of the Living Dead Part II is een  Amerikaanse komische zombie-horrorfilm uit 1988, geschreven en geregisseerd door Ken Wiederhorn, met Michael Kenworthy, Marsha Dietlein, Dana Ashbrook, Thom Mathews, James Karen en Phil Bruns. Het is de eerste van de vier sequels van The Return of the Living Dead.

## Verhaal
Het leger vervoert een mysterieus vat; tijdens de reis valt het vat per ongeluk van de vrachtwagen en komt in de berm terecht. Drie jongens vinden het vat en openen het. Maar dan ontsnapt het gevaarlijke gas trioxin waardoor alle doden op het kerkhof weer tot leven komen.

## Rolverdeling
| Acteur            | Personage     |
| ----------------- | ------------- |
| Michael Kenworthy | Jesse Wilson  |
| Marsha Dietlein   | Lucy Wilson   |
| Dana Ashbrook     | Tom Essex     |
| James Karen       | Ed Mathews    |
| Thom Mathews      | Joey Hazel    |
| Suzanne Snyder    | Brenda Herzog |
| Phil Bruns        | Doc Mandel    |
| Thor Van Lingen   | Billy Crowley |
| Jason Hogan       | Johnny        |
| Mitch Pileggi     | Sarge         |

## Soundtrack
1. Space Hopper door Julian Cope
2. High Priest of Love door Zodiac Mindwarp and the Love Reaction
3. I'm the Man (Def Uncensored version) door Anthrax
4. Big Band B-Boy door Mantronix
5. Monster Mash door The Big O
6. Alone in the Night door Leatherwolf
7. A.D.I./Horror of It All door Anthrax
8. Flesh to Flesh door Joe Lamont
9. The Dead Return door J. Peter Robinson

Uitgegeven door Island Records in 1988.

## Trivia
Een van de zombie-karakters in de film is gekleed als Michael Jackson; als hij wordt geëlektrocuteerd danst hij nog de Thriller.